# هویی آن
هویی آن (به لاتین: Hội An) یک شهر در ویتنام است که در استان کوانگ نام واقع شده‌است. هویی آن ۶۰ کیلومتر مربع مساحت و ۱۲۱٬۷۱۹ نفر جمعیت دارد.

## خواهرخوانده
شهر ورنیگه‌روده خواهرخواندهٔ هویی آن هست.

## نگارخانه

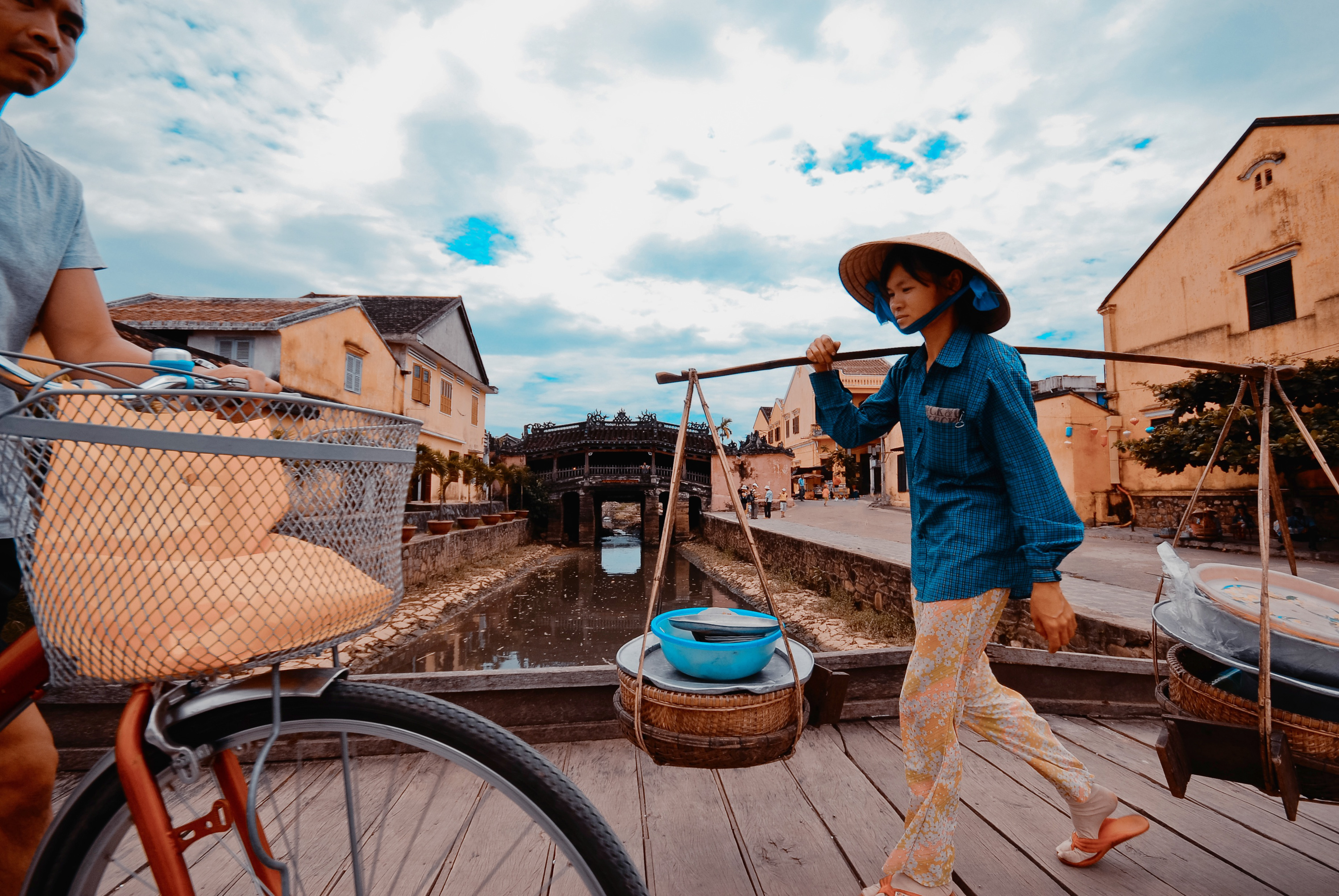
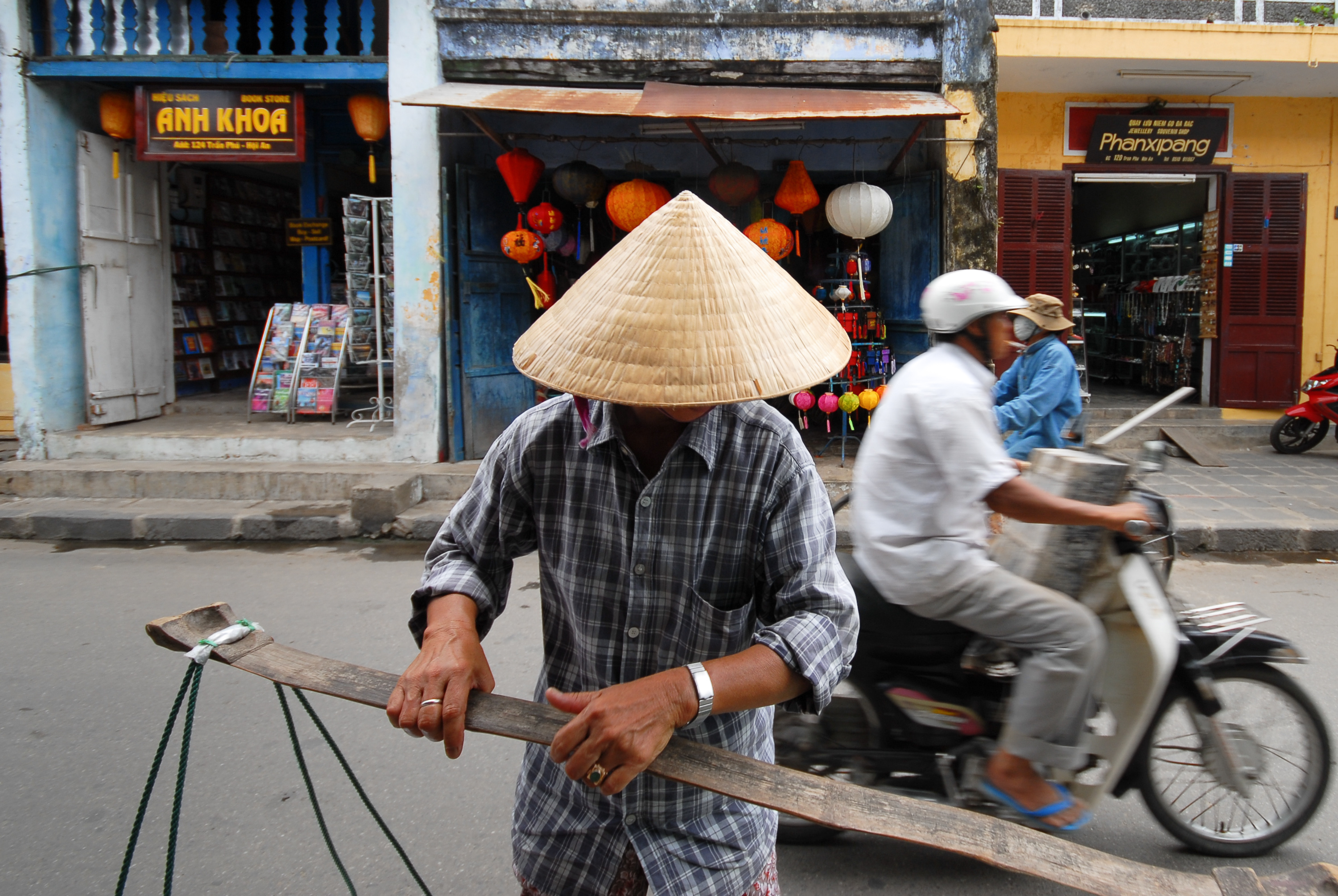
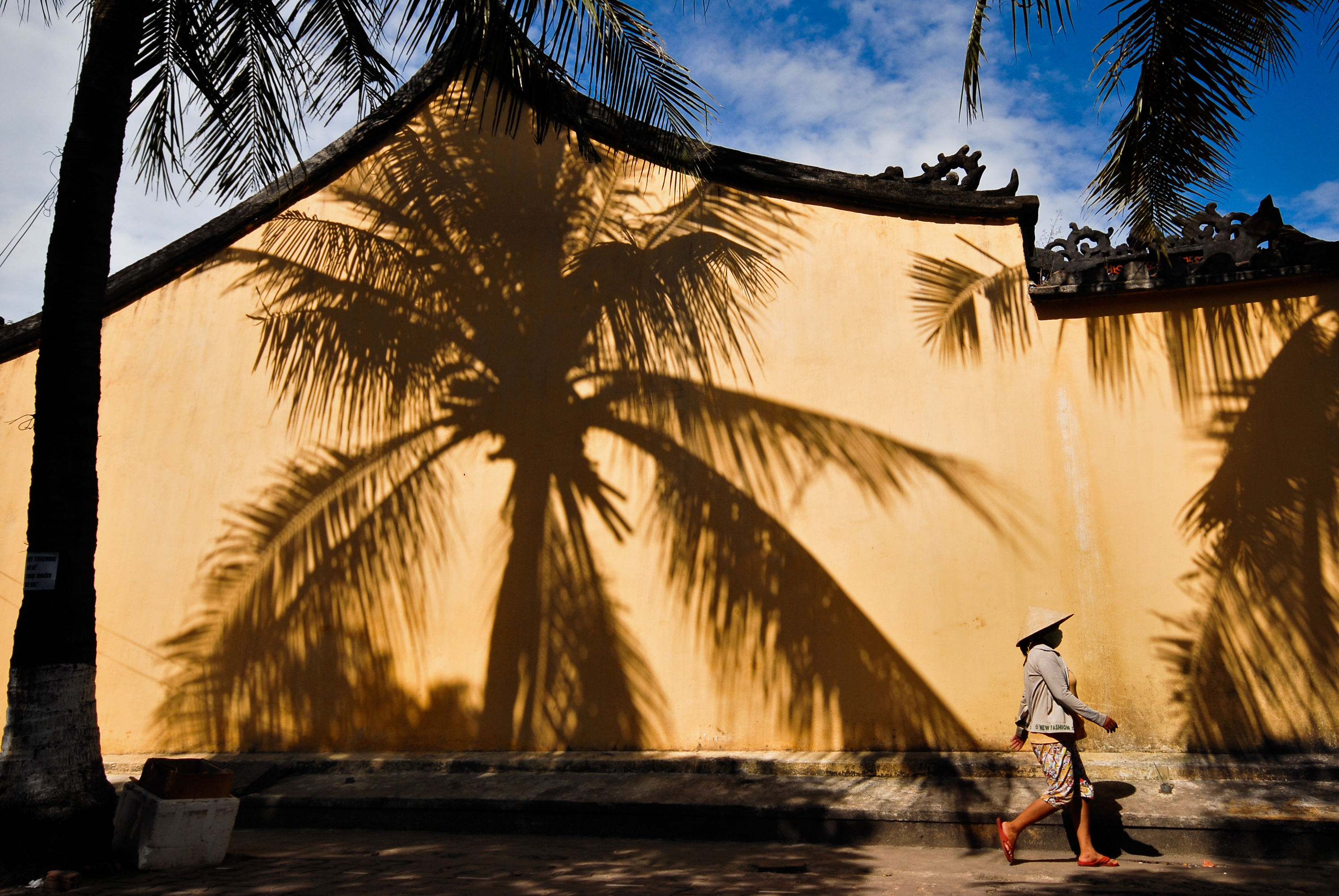
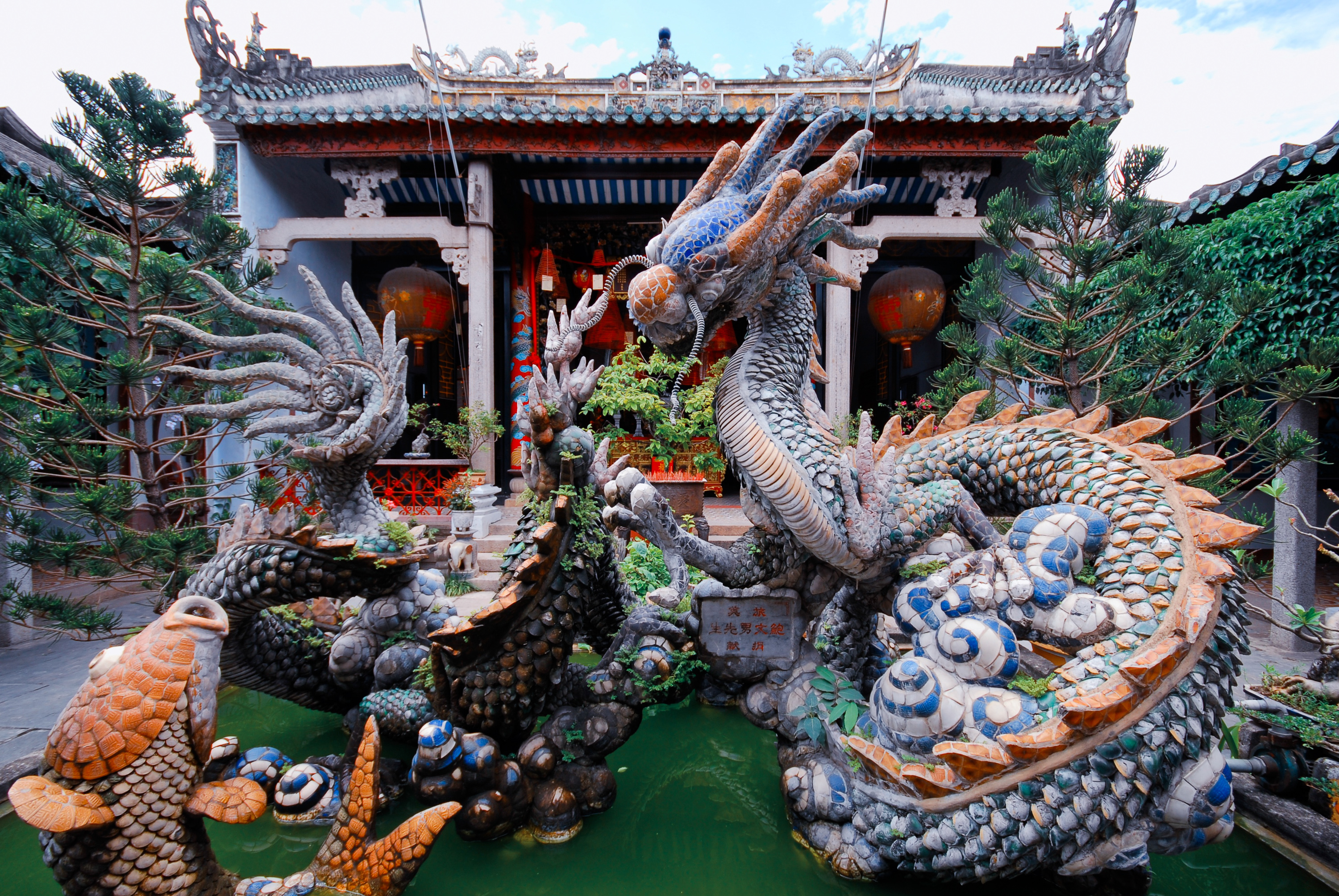
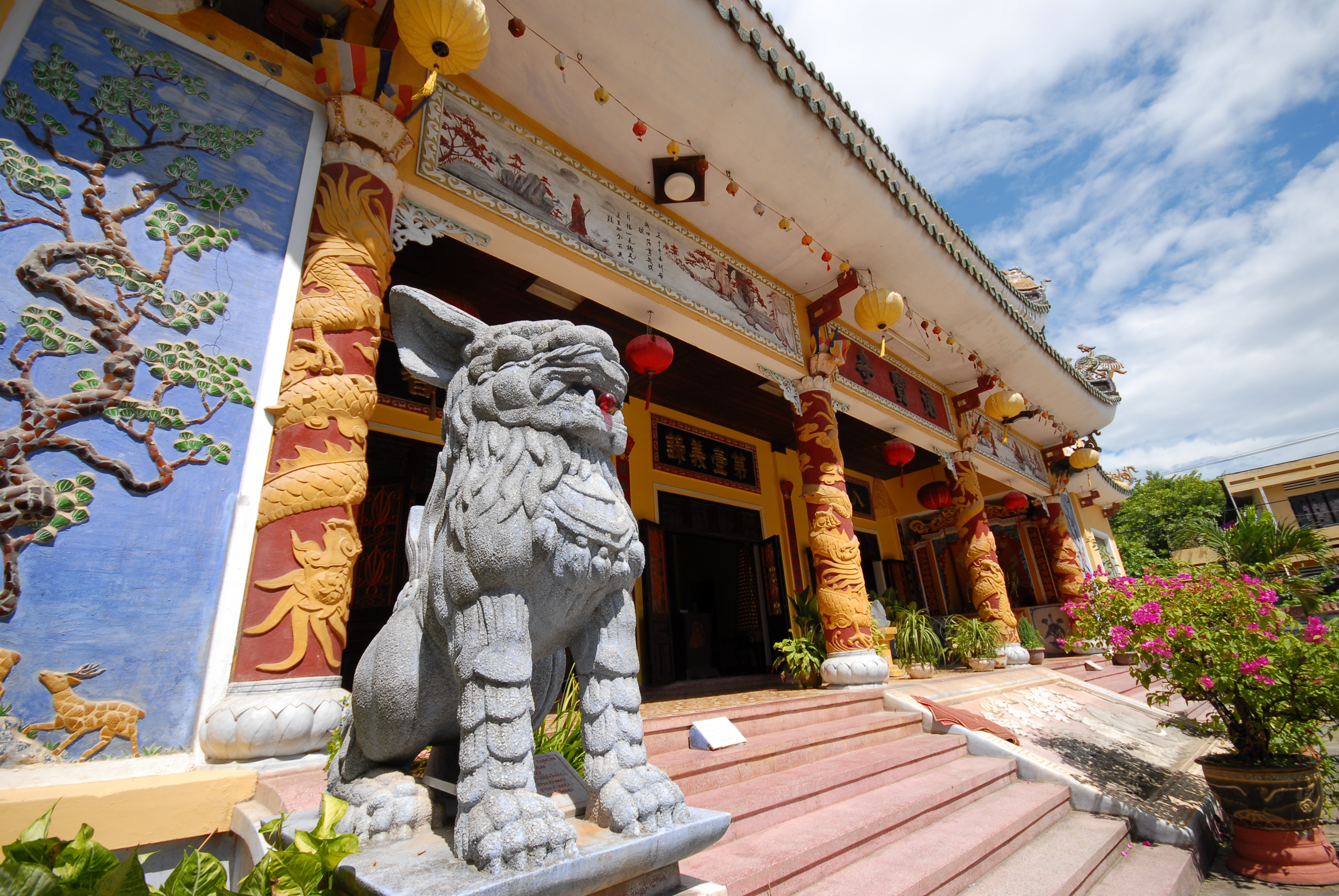
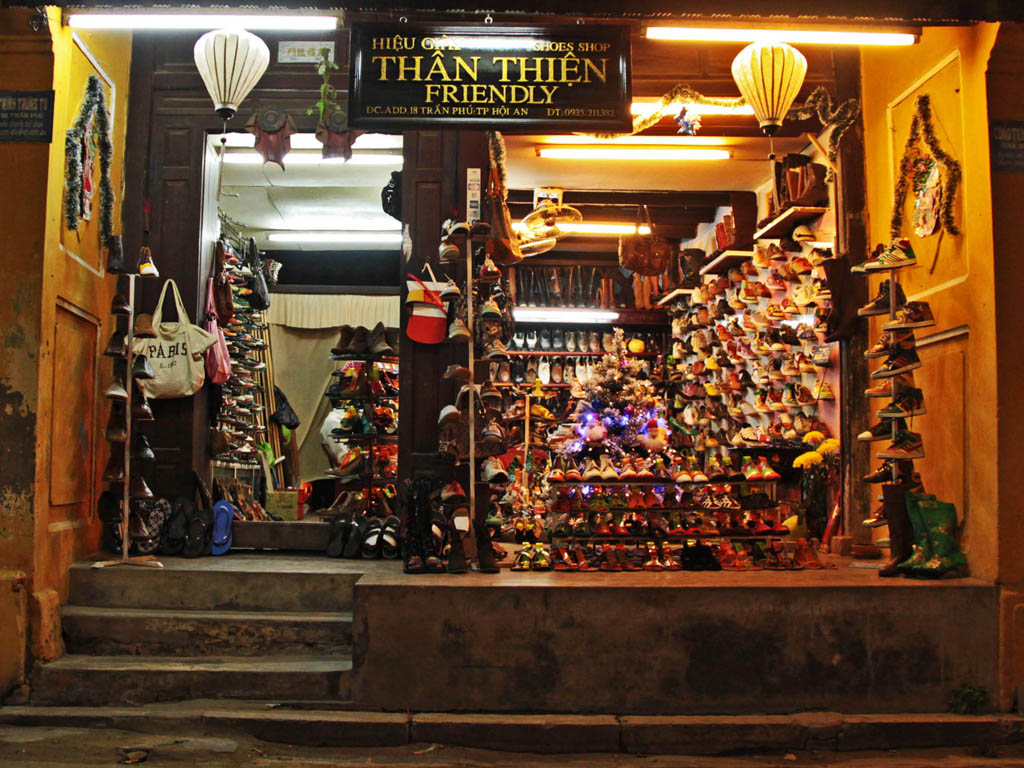
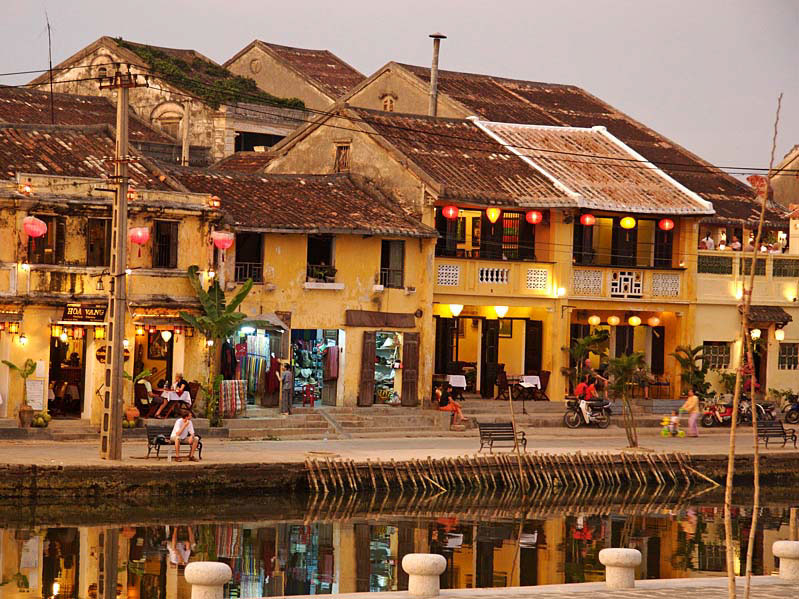
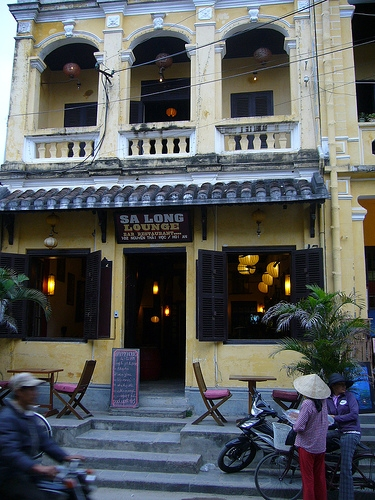
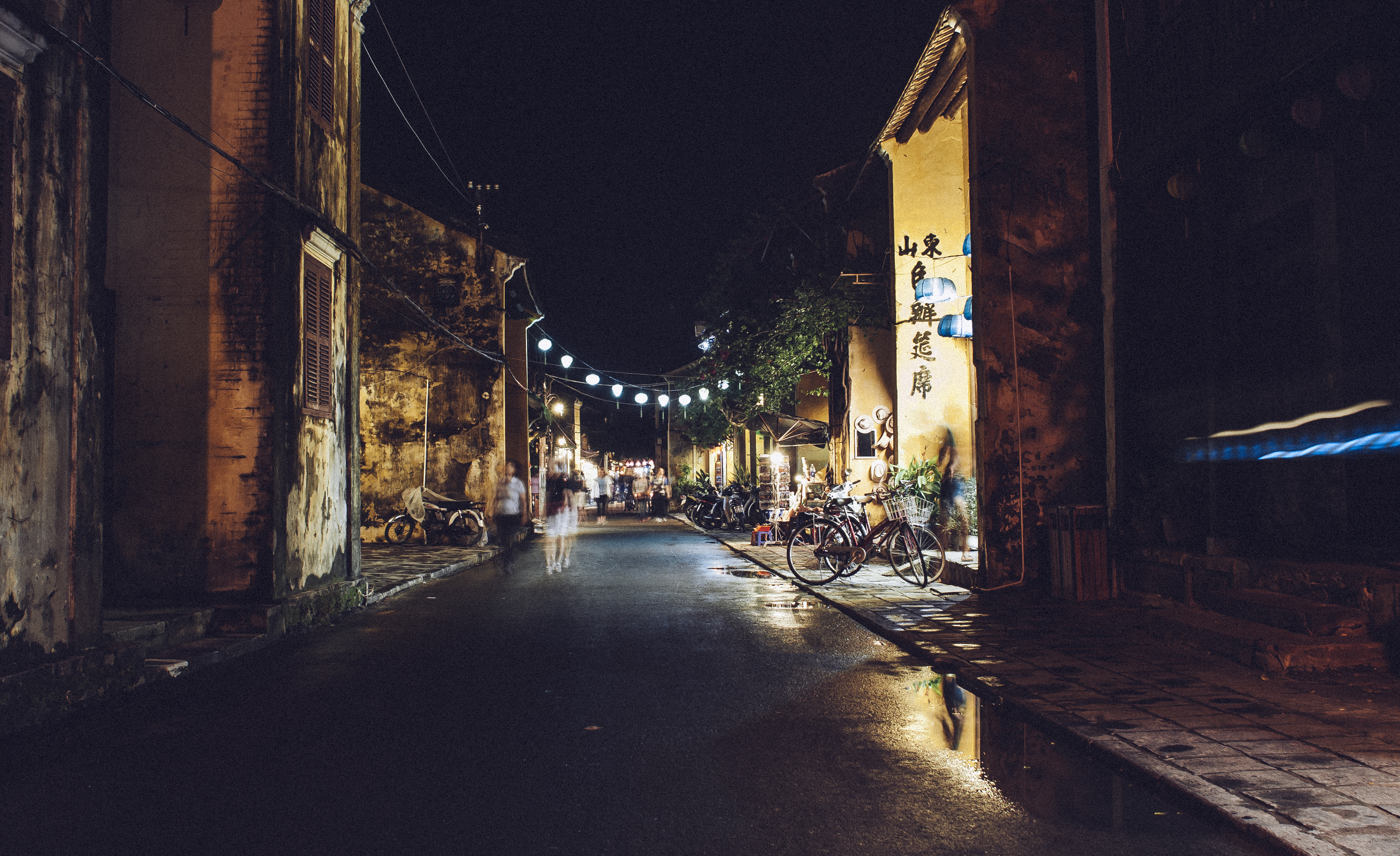